# 26-й отдельный аэросанный батальон
26-й отдельный аэросанный батальон  — воинская часть вооружённых сил СССР в Великой Отечественной войне. За время войны существовало два формирования батальона.

## 1-е формирование
Батальон формировался осенью 1941 года в Соликамске в составе трёх транспортных рот (НКЛ-16) и одной роты боевых аэросаней (НКЛ-26) по 10 машин в каждой.. Через посёлок Сокол под Москвой направлен на фронт
В составе действующей армии с 20 января 1942 по 1 мая 1942 года.
Прибыл на Волховский фронт 19 января 1942 года.
Что делать с диковинными машинами, состоявшими на его вооружении, никто из командования не знал. После долгих мытарств решили использовать аэросани для разведки и связи в полосе действий 2-й ударной и 59-й армий. И.Б. Мощанский «Остановить танки!» Любанская операция (7 января — 21 апреля 1942 года) 
С 20 февраля 1942 года действует совместно с ударной группой 2-й ударной армии, основой которой послужил 13-й кавалерийский корпус
1 мая 1942 года батальон был выведен в резерв, после чего в июне 1942 года расформирован.

## Командиры
майор А. Малов

### Подчинение
| Дата            | Фронт (округ)           | Армия | Корпус | Дивизия | Бригада | Примечания |
| --------------- | ----------------------- | ----- | ------ | ------- | ------- | ---------- |
| 01.02.1942 года | Волховский фронт        | -     | -      | -       | -       | -          |
| 01.03.1942 года | Волховский фронт        | -     | -      | -       | -       | -          |
| 01.04.1942 года | Волховский фронт        | -     | -      | -       | -       | -          |
| 01.05.1942 года | Резерв Ставки ВГК       | -     | -      | -       | -       | -          |
| 01.06.1942 года | Уральский военный округ | -     | -      | -       | -       | -          |

## 2-е формирование
Батальон сформирован  осенью 1942 года в Соликамске на основании директивы № 731087 заместителя наркома обороны генерал-полковника Щаденко Е.А.. Транспортный батальон, на вооружении батальона состояли аэросани НКЛ-16.
В составе действующей армии с 10 ноября 1942 по 30 апреля 1944 года.
По формировании направлен на Карельский фронт, где по весну 1944 года действовал в районе Медвежьегорска, обеспечивая транспортировку личного состава, раненых, подвоз боеприпасов.
30 апреля 1944 года батальон, как и все прочие части аэросаней, был расформирован.

### Подчинение
| Дата            | Фронт (округ)           | Армия      | Корпус | Дивизия | Бригада | Примечания |
| --------------- | ----------------------- | ---------- | ------ | ------- | ------- | ---------- |
| 01.11.1942 года | Уральский военный округ | -          | -      | -       | -       | -          |
| 01.12.1942 года | Карельский фронт        | -          | -      | -       | -       | -          |
| 01.01.1943 года | Карельский фронт        | 32-я армия | -      | -       | -       | -          |
| 01.02.1943 года | Карельский фронт        | 32-я армия | -      | -       | -       | -          |
| 01.03.1943 года | Карельский фронт        | 32-я армия | -      | -       | -       | -          |
| 01.04.1943 года | Карельский фронт        | 32-я армия | -      | -       | -       | -          |
| 01.05.1943 года | Карельский фронт        | 32-я армия | -      | -       | -       | -          |
| 01.06.1943 года | Карельский фронт        | 32-я армия | -      | -       | -       | -          |
| 01.07.1943 года | Карельский фронт        | 32-я армия | -      | -       | -       | -          |
| 01.08.1943 года | Карельский фронт        | 32-я армия | -      | -       | -       | -          |
| 01.09.1943 года | Карельский фронт        | 32-я армия | -      | -       | -       | -          |
| 01.10.1943 года | Карельский фронт        | 32-я армия | -      | -       | -       | -          |
| 01.11.1943 года | Карельский фронт        | 32-я армия | -      | -       | -       | -          |
| 01.12.1943 года | Карельский фронт        | 32-я армия | -      | -       | -       | -          |
| 01.01.1944 года | Карельский фронт        | 32-я армия | -      | -       | -       | -          |
| 01.02.1944 года | Карельский фронт        | 32-я армия | -      | -       | -       | -          |
| 01.03.1944 года | Карельский фронт        | 32-я армия | -      | -       | -       | -          |
| 01.04.1944 года | Карельский фронт        | 26-я армия | -      | -       | -       | -          |

## Состав
- В батальоне три аэросанные роты, в каждой по три взвода, в каждом из взводов по три машины.